# Palicoidea
Palicoidea is een superfamilie van krabben en omvat de volgende families:

## Families
- Crossotonotidae (Moosa & Serène, 1981)
- Palicidae (Bouvier, 1898)